# Boana almendarizae
Boana almendarizae (Caminer and Ron, 2014), o rana arboricola di Almendariz, è una rana della famiglia Hylidae endemica dell'Ecuador. Gli scienziati l'hanno trovata tra i 500 e i 1950 metri sul livello del mare nelle Ande.
La rana maschio adulta misura da 34,3 a 44,6 mm di lunghezza del muso e la femmina adulta misura da 37,8 a 51,9 cm. La  pelle del dorso della rana è di colore marrone chiaro o marrone rossastro, a volte con bande scure o linee trasversali. Alcune delle grandi rane femmine hanno una colorazione blu sui fianchi mentre i maschi hanno l'azzurro.
Questa specie è notturna. Le persone la trovano anche su piante a non più di 1,5 metri dal suolo, specialmente vicino ai bordi dei corpi idrici, come fiumi, aree allagate e piccoli stagni. Questa rana è simpatrica con Boana calcarata.